# Timoer Koelibajev

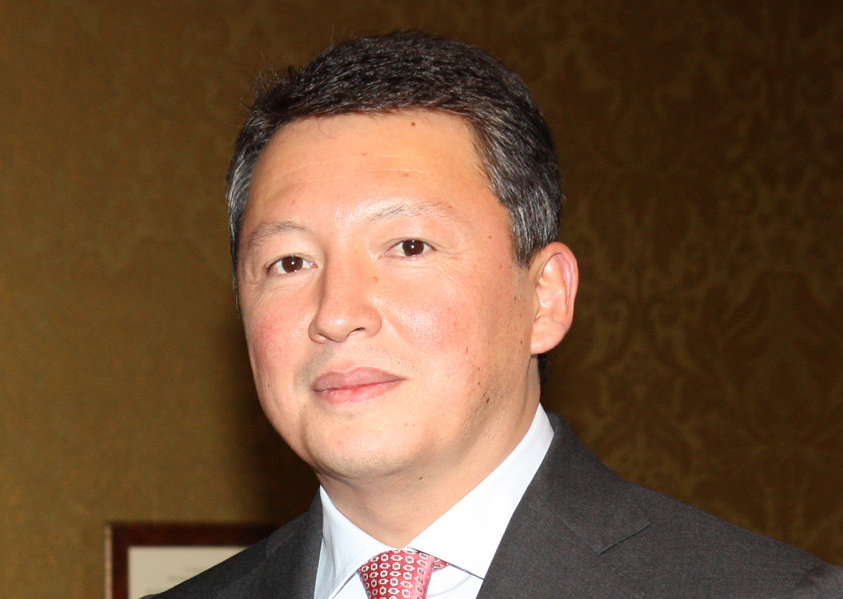
Timur Kulibayev

Timoer Askarovitsj Koelibajev (Alma-Ata, 10 september 1966) is een van de belangrijkste persoonlijkheden in Kazachstan, en de schoonzoon van president Noersoeltan Nazarbajev. Hij bezet diverse hoge posten in staatsondernemingen die belast zijn met de exploitatie van Kazachstan’s natuurlijke hulpbronnen, en oefent enorme invloed uit over de olie en gas industrie. Hij is voormalig president-directeur van het nationale welzijnsfonds Samroek-Kazyna. Sinds de zomer van 2011 is hij tevens directielid van de Russische gas-gigant Gazprom.

## Levensloop
Timoer Askarovitsj Koelibajev (Kazachs: Тимур Асқарұлы Құлыбаев; Russisch: Тимур Аскарович Кулибаев) werd op 10 september 1966 geboren in Alma-Ata, en heeft de Kazakhstaanse nationaliteit.
In 1983 behaalde hij zijn diploma aan de hogeschool voor natuur- en wiskunde. In 1988 verkreeg hij zijn doctoraat aan de Lomosonov Staatsuniversiteit van Moskou als econoom, gespecialiseerd in nationale economische planning. Hij behaalde zijn Ph.D in economie in 1990 met zijn thesis “Verbetering van het organisatorisch en economisch mechanisme in bedrijfsvoering in een marktgerichte omgeving in de olie-industrie”. Hij heeft een aantal onderzoekspublicaties op zijn naam staan. Hij spreekt vloeiend Kazakh, Russisch en Engels.
Timoer Askarovitsj Koelibajev is getrouwd met Dinara Noersoeltanova Koelivayeva (geboren 1967) en heeft drie kinderen: zoon Altay (1990); dochters Deniza (2004) en Alisjya (2010)
Koelibayev is een hartstochtelijk sportliefhebber. Zijn favoriete sport is golf; hij neemt dikwijls deel aan golftoernooien. Hij is tevens voorzitter van de Kazakhstaanse Boksfederatie.

## Loopbaan
In de periode tussen 1988 en 1992 was Koelibayev’s activiteit geconcentreerd op wetenschap. Hij werkte als econoom en onderzoeksassistent aan het Economisch Wetenschappelijk Onderzoeksinstituut voor Planning en Normstelling (EWOPN) onder het staatsplanningsinstituut van de Socialistische Sovjet Republiek Kazakhstan en als directeur van het Wetenschappelijk Adviescentrum van het Fonds voor Culturele, Sociale, Wetenschappelijke en Technologische Ontwikkeling van Kazakhstan.
In 1990 werd hij benoemd tot directeur van het Onderzoeksadviescentrum van het Fonds voor Culturele, Sociale, Wetenschappelijke en Technologische Ontwikkeling van Kazakhstan.
In 1992 werd hij aan het hoofd gesteld van het Altyn-Alma concern, en gekozen tot voorzitter van de raad van toezicht van de Handels- en Industriebank van Almaty.
In 1997 werd hij benoemd tot hoofd van het Directoraat voor Project Inschatting en Onderhandelingen binnen de Kazakhstaanse Investeringscommissie, met de status van plaatsvervangend voorzitter van de Commissie.
Van mei 1997 tot maart 1999 was hij vicepresident voor economische en financiële zaken van het nationale olie- en gasbedrijf Kazakhoil.
In maart 1999 werd hij president van het national olietransportbedrijf KazTransOil. Van mei 2001 tot februari 2002 was hij algemeen directeur van het Nationale Bedrijf voor Olie- en Gastransport, het resultaat van een fusie tussen KazTransOil en KazTransGas.
Na de fusie tussen KazakhOil en het Nationale Bedrijf voor Olie- en Gastransport in februari 2002 werd hij eerste vicepresident van de nieuwe staatsonderneming KazMunayGas – een post die hij bezette tot oktober 2005.
Na zijn terugtreden van zijn positie in KazMunayGas nam hij de leiding van de door hem opgerichte Associatie voor Organisaties in de Olie, Gas en Energiesector in Kazakhstan, Kazenergy, waarin de belangrijkste nationale en buitenlandse bedrijven die in Kazakhstan operatief zijn zijn verenigd. Tegelijkertijd werd hij in deeltijd Adviseur van de President van Kazakhstan. In 2005/’06 en 2007/’08 combineerde hij zijn publieke functies met de bedrijfsvoering van zijn eigen particuliere ondernemingen.
Van april 2006 tot augustus 2007 was Koelibayev plaatsvervangend voorzitter van de directie van Samruk, de Kazakhstaanse Holding voor het Beheer van Staatsbelangen. Tegelijkertijd was hij president-directeur van het nationale elektriciteitsbedrijf KEGOC en het nationale bedrijf KazMunayGas.
In oktober 2008 werd hij benoemd tot plaatsvervangend president-directeur van het Nationale Welzijnsfonds Samruk-Kazyna. Bij presidentieel besluit #409 genomen op 12 april 2011 werd hij benoemd tot president-directeur van het nationale Welzijnsfonds Samruk-Kazyna, volgend op zijn verkiezing bij regeringsbesluit #410 dezelfde datum tot lid van de directieraad.
Op 1 juli 2011 werd Timoer Koelibayev gekozen als directielid van het nationale Russische gasbedrijf Gazprom, samen met de Russische economie-expert Vladimir Mau, op voordracht van President Dmitriy Medvedev en ter vervanging van de Russische minister van Energie Sergei Sjmatko en minister van Economische ZakenElvira Nabioellina. De benoeming werd niet alleen gezien als erkenning van Koelibayev’s vakkennis maar tevens als benadrukking van het belang van samenwerking tussen de Russische Federatie en Kazakhstan in de productie en marketing van aardgas.
Koelibayev’s huidige beroepsmatige functies omvatten verder:
- president-directeur van de nationale maatschappij voor nucleaire mijnbouw en industrie Kazatomprom;
- president-directeur van de nationale olie- en gasmaatschappij KazMunayGas ;
- president-directeur van de nationale spoorwegmaatschappij Kazachstan Temir-Zholy ;
- president-directeur van de nationale maatschappij tot beheer van het elektriciteitsnetwerk KEGOC ;
- president-directeur van het nationale Wezijnsfonds Samruk-Kazyna.
- Sinds juni 2008 is Koelibayev voorzitter van het Kazachs nationaal comité van de World Petroleum Council[11]
- Sinds januari 2009 is hij tevens voorzitter van de Kazachse Boksfederatie. Sinds 2010 is hij daarbij lid van het Executief Comité van de Nationale Olympische Raad van Kazachstan. In april 2010 werd hij verkozen tot voorzitter van het bestuur van de Nationale Verenigde Kamer van Koophandel van Kazakhstan, Atameken.

## Onderscheidingen
Koelibayev heeft de volgende staatsonderscheidingen in Kazachstan verkregen:
- 2001:de Orde van Koermet;
- 2005: medaille ter gelegenheid van het tienjarig bestaan van de Kazachse Grondwet;
- 2008: medaille ter gelegenheid van het tienjarig jubileum van Astana;
- 2009: 3e graad Orde van Barys

Zijn onderscheidingen in de Russische Federatie zijn:
- 2007: de Vriendschapsorde;
- 2010: Orde van Al-Fahr verleend door de Russische Raad van Moefti’s;
- 2010: 2e graad Orde van St. Hertog Daniël van Moskou verleend door de Russisch-Orthodoxe Kerk.